# 殷孝祖
殷孝祖（415年—466年4月3日），陳郡長平县（今河南省西华县）人。南朝宋時期將領。殷孝祖曾祖父是東晉名士殷浩之父殷羨，雖然出身一流大族陳郡殷氏，但孝祖的祖父及父親都寂寂無聞。殷孝祖曾參與抵抗北魏及討伐竟陵王劉誕的戰事，在義嘉之難時支持宋明帝，但在作戰時戰死。

## 生平
殷孝祖年輕時放縱，喜歡飲酒和女色，但也很有氣魄才幹。宋文帝在位後期，殷孝祖當過奉朝請，員外散騎侍郎。宋孝武帝登位後，看中他的軍事才幹，以他為奮武將軍、濟北太守。後入朝任積射將軍。大明二年（458年），北魏入侵，孝武帝以時任青冀二州刺史的顏師伯統領諸軍迎敵，並派了殷孝祖北上支援。殷孝祖於清河以東修築了兩座城，遭魏將封敕文進攻，清口戍主傅乾愛率眾擊退魏軍；後殷孝祖又斬殺窟瓖公，頻敗魏軍。魏軍最終敗退，孝祖獲授太子旅賁中郎將，加龍驤將軍。
大明三年（459年），竟陵王劉誕於廣陵起兵反對孝武帝，殷孝祖當時正從青州南歸，孝武帝下令其經過廣陵時加入沈慶之統領的討伐部隊，又有戰功。後孝祖轉到西陽王劉子尚撫軍將軍府下，兼寧朔將軍、南濟陰太守。後歷轉盱眙太守，虎賁中郎將，寧朔將軍、陽平東平二郡太守，濟南太守及南郡太守。
景和元年（465年），殷孝祖以寧朔將軍督兗州諸軍事、兗州刺史。同年年末宋明帝因政變登位，但他的政權並未得到全國各方鎮的支持，諸鎮反而支持尋陽的劉子勛政權。面對如此困境，司徒參軍荀僧韶建議宋明帝徵召舅舅殷孝祖入援，宋明帝於是派他到兗州。經過荀僧韶勸說後，殷孝祖拋下妻兒，就帶著麾下二千名文武官吏跟著僧韶回建康。當時宋明帝有效管轄區域只有建康所在的丹陽郡而已，殷孝祖的入援，加上他手下的悍勇壯士，都足以安定建康的人心。宋明帝就進殷孝祖為冠軍將軍，假節督前鋒諸軍事，領兵進佔虎檻，以抵禦來自尋陽的敵軍。宋明帝更將皇室收藏的諸葛亮筩袖鎧帽全部賜給孝祖。
不過，殷孝祖自以他南歸建康的忠誠，對諸將施加壓逼，軍中若果有親人在尋陽政權那處的話都想治他們的罪，故此導致不得人心，人們都不想聽他指揮。不久，孝祖進使持節、都督兗青冀幽四州諸軍事、撫軍將軍、兗州刺史。泰始二年三月三日（466年4月3日），殷孝祖進攻赭圻，交戰時一直讓鼓吹隊和傘蓋跟隨自己，軍中的人見他這樣讓自己顯眼，都認為這必招來敵軍射殺。當日殷孝祖果然在陣中被箭矢射殺，享年五十二歲。孫沖之因殷孝祖之死而力勸陶亮進攻直取建康，但陶亮並不聽從。後來殷孝祖獲追贈散騎常侍、征北將軍，追封秭歸縣侯，食邑千戶。泰始四年（468年）改封建安縣侯，並追諡忠侯。
殷孝祖諸子為當時反對宋明帝的徐州刺史薛安都所殺，所追封爵位為侄兒殷慧达繼承。

## 延伸阅读
[在维基数据编辑]
 《宋書/卷86》，出自沈约《宋书》
 《南史/卷39》，出自李延壽《南史》